# Distretto di Vescovato
Il distretto di Vescovato era il nome di un distretto ideato dal governo giacobino della Repubblica Cisalpina nel dipartimento dell'Alto Po. Come molti enti simili, ebbe breve durata.

## Storia
La Costituzione della Repubblica Cisalpina progettò un nuovo ordinamento degli enti locali lombardi, partendo dal presupposto di una nuova geografia basata su una razionalizzazione illuministica anziché sui retaggi di secoli di storia. La funzione dei distretti sarebbe divenuto quello di svolgere le più alte funzioni municipali nelle aree di notevole parcellizzazione comunale.
Il distretto in oggetto venne classificato col numero 13.
Definito dalla legge 6 germinale anno VI, l'ente non riuscì ad avere una vera applicazione fino al golpe militare che riversò il governo giacobino sostituendolo con uno più finalizzato ad ottenere risparmi per la guerra. Il distretto, col numero 15, rimase quasi inalterato.

## Territorio
Il territorio del distretto si basava sulle vecchie delegazioni VIII e IX della provincia di Cremona, oltre al capoluogo dove i Gonzaga di Vescovato erano stati deposti con la proclamazione della repubblica.